# Sekundærrute 159
De Sekundærrute 159 is een secundaire weg in Denemarken. De weg loopt van Rønne via Hasle naar Allinge-Sandvig. De Sekundærrute 159 loopt over het eiland Bornholm en is ongeveer 24 kilometer lang.